# Rybník u mlýna Skály
Rybník u mlýna Skály o výměře vodní plochy 0,95 ha se nachází na řece Chrudimce na katastrálním území Kunčí, části města Slatiňany v okrese Chrudim, asi 0,8 km jihovýchodně od centra vesnice Škrovád. Podél rybníka vede modrá turistická značka údolím Chrudimky ze Škrovádu do vesnice Svídnice. Rybník má zhruba obdélníkový tvar.
Historie rybníka souvisí s přilehlým mlýnem Skály a lze ji dohledat do 16. století.
Rybník je v současnosti v soukromém vlastnictví a je využíván pro chov ryb a sportovní rybolov  hosty přilehlého penzionu Mlýn Skály. 

## Galerie

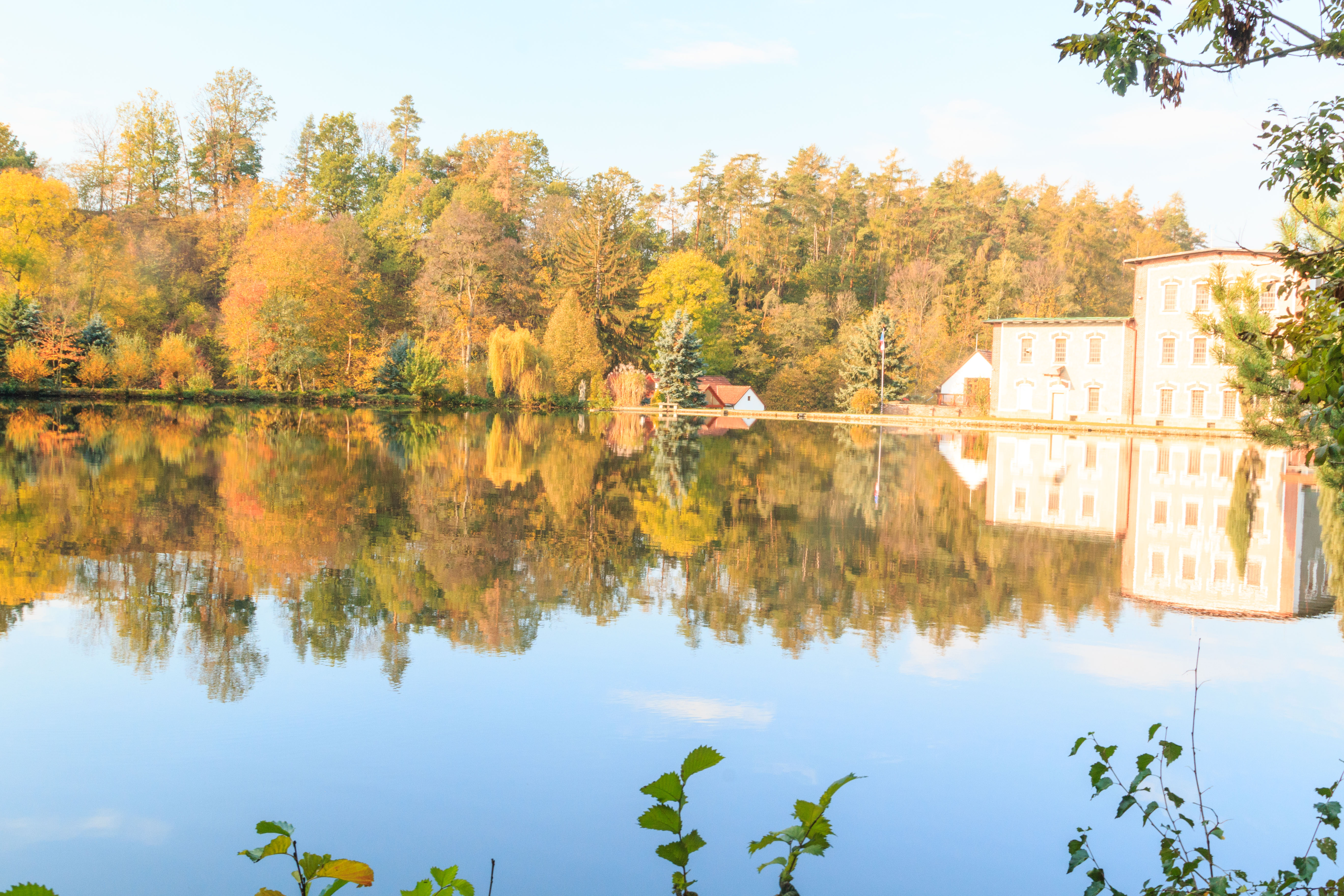
pohled na rybník u mlýna Skály u Škrovádu
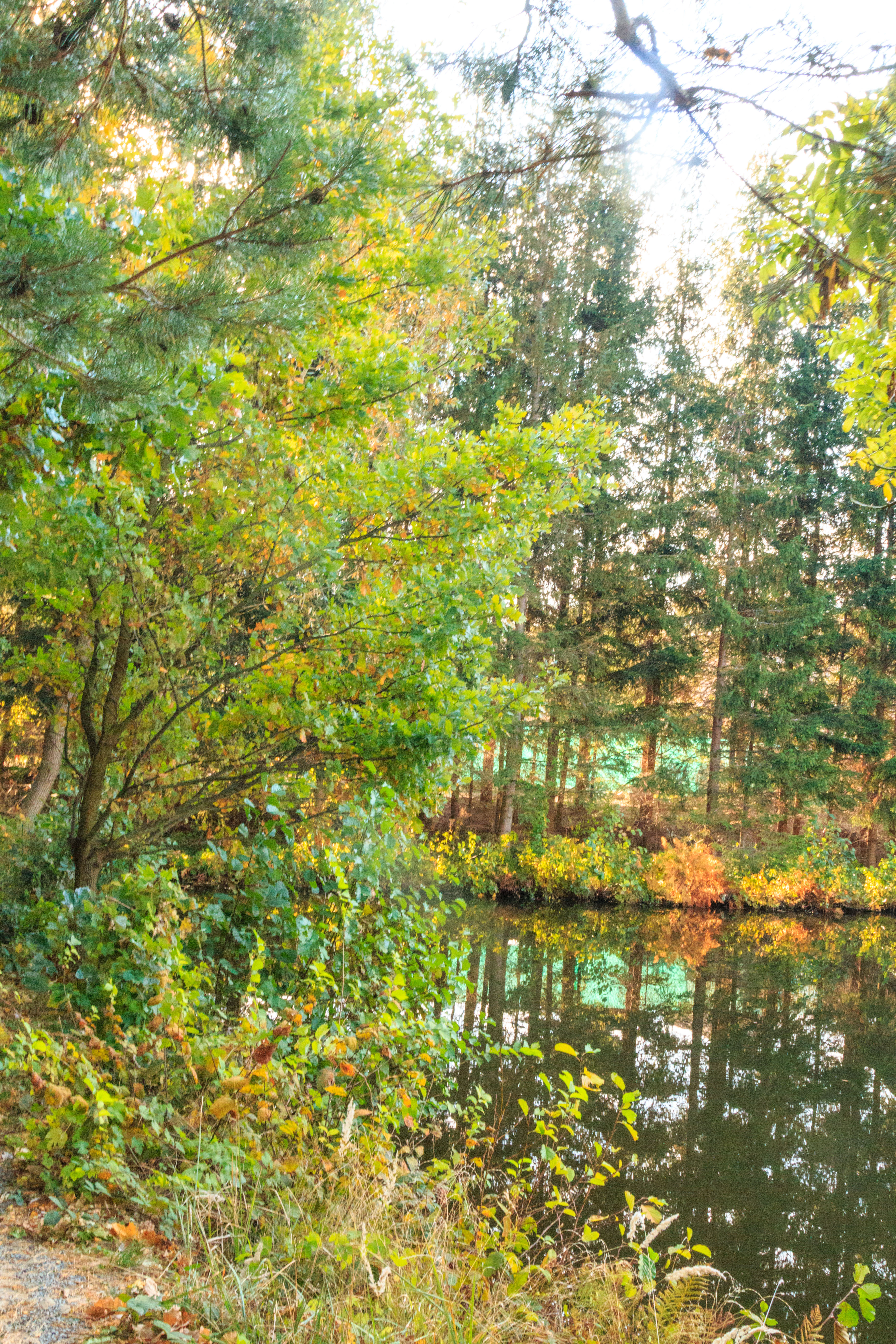
pohled na rybník u mlýna Skály u Škrovádu
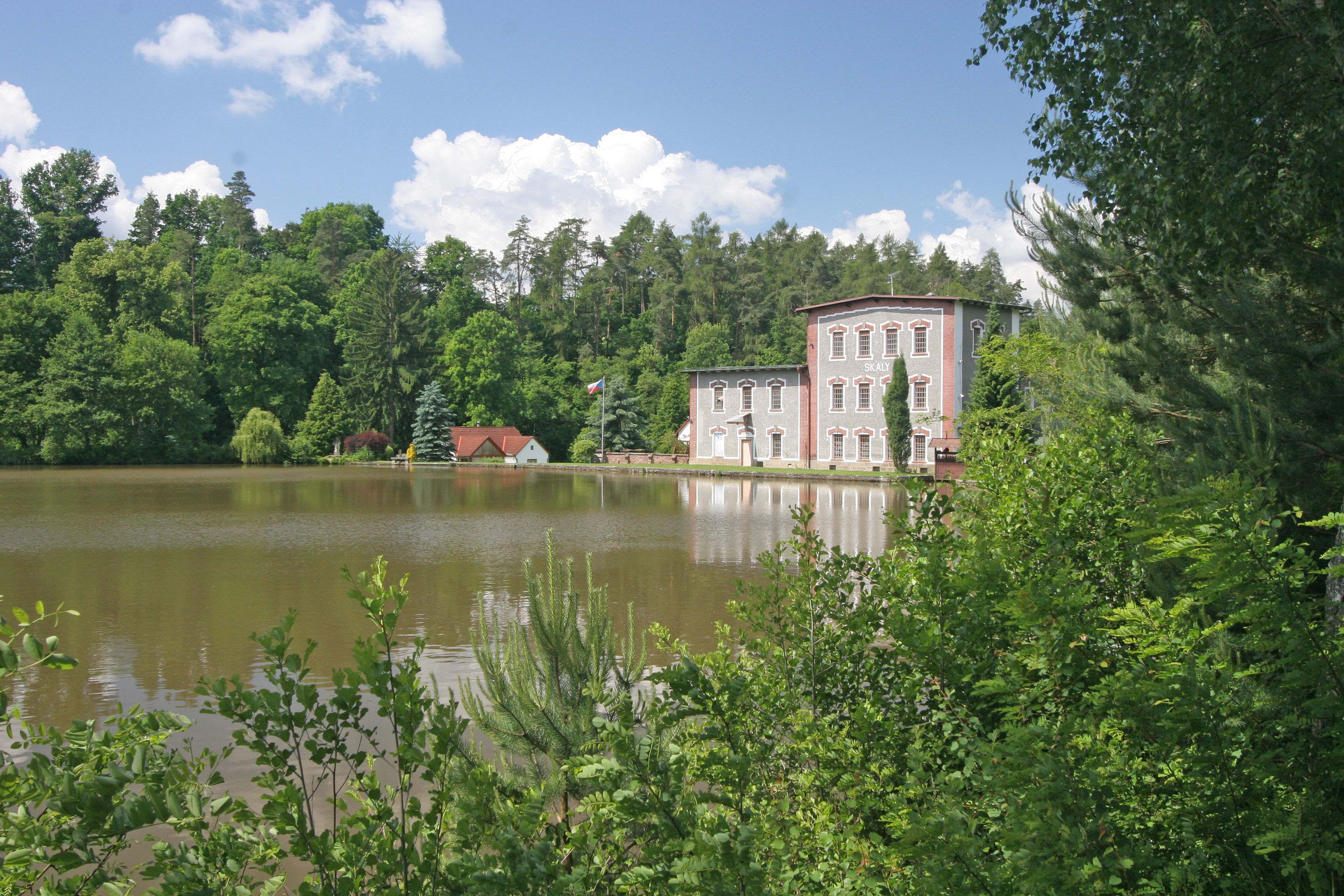
pohled na rybník u mlýna Skály u Škrovádu